# Pseudopolycentropus prolatipennis
Pseudopolycentropus prolatipennis is een fossiele soort schietmot uit de familie Liassophilidae.